# Marcetia alba
Marcetia alba är en tvåhjärtbladig växtart som beskrevs av Ernst Heinrich Georg Ule. Marcetia alba ingår i släktet Marcetia och familjen Melastomataceae. Inga underarter finns listade i Catalogue of Life.